# Here Am I
«Here Am I» (с англ. — «Вот она я») — песня валлийской певицы Бонни Тайлер, выпущенная в качестве третьего сингла с её второго студийного альбома Natural Force. Она была написана Ронни Скоттом и Стивом Вольфом. Песня-бисайд «Don’t Stop The Music» никогда не выходила ни на одном студийном альбоме Тайлер.

## Создание и релиз
Тайлер начала работать над своим вторым студийным альбомом в 1977 году на студии «The Factory» в городе Суррей с целью выпуска альбома в следующем году. Для записи была собрана новая группа музыкантов, которую назвали «The Bonnie Tyler Band», с которой она улетела в США для промоушна сингла «It’s a Heartache», а для выпуска в Европе они перед отъездом записали сингл «Here Am I».

## Коммерческий приём
«Here Am I» не был успешен в чартах в Великобритании, но достиг восемнадцатого места в сингловом чарте Германии, а также успешно показал себя в чартах Норвегии и Финляндии, поднявшись в топ-10, и проведя в списках бестселлеров в течение двух месяцев. В норвежском чарте пиком стала четвёртая строчка, выше песню не пропустил предыдущий сингл Тайлер «It’s a Heartache».

## Чарты
| Чарт (1978)                             | Пиковая позиция |
| --------------------------------------- | --------------- |
| Австралия (Kent Music Report)           | 99              |
| Финляндия (The Official Finnish Charts) | 8               |
| Германия (GfK Entertainment Charts)     | 18              |
| Норвегия (VG-lista)                     | 4               |